# 井野真理恵
井野 真理恵（いの まりえ）は、日本の女性アニメーター。スタジオコクピット出身。スタジオ潮風制作の作品や同じくアニメーターの馬越嘉彦、西位輝実と共に参加することが多い。

## 参加作品

### テレビアニメ
- 巌窟王（2004年、動画）
- 蟲師（2005年 - 2006年、原画）
- 桜蘭高校ホスト部（2006年、原画）
- ガイキング LEGEND OF DAIKU-MARYU（2006年、原画）
- 僕等がいた（2006年、原画・第二原画）
- 史上最強の弟子ケンイチ（2007年、原画）
- DEATH NOTE（2007年、原画）
- Yes!プリキュア5GoGo!（2007年、原画）
- キャシャーン Sins（2008年 - 2009年、作画監督補佐・原画・第二原画）
- 君に届け（2009年、原画）
- フレッシュプリキュア!（2009年、原画）
- こばと。（2009年 - 2010年、作画監督・原画）
- 神のみぞ知るセカイ（2010年、原画）
- 学園黙示録 HIGHSCHOOL OF THE DEAD（2010年、原画）
- ハートキャッチプリキュア!（2010年 - 2011年、原画）
- ジュエルペット てぃんくる☆（2011年、原画）
- 神のみぞ知るセカイII（2011年、原画）
- 輪るピングドラム（2011年、原画）
- 遊☆戯☆王ZEXAL（2011年 - 2012年、原画）
- THE IDOLM@STER（2011年、原画）
- エックスメン（2011年、原画）
- ハヤテのごとく!CAN'T TAKE MY EYES OFF YOU（2012年、作画監督・原画・ED原画）
- 宇宙兄弟（2012年、原画）
- 聖闘士星矢Ω（2012年、原画）
- スマイルプリキュア!（2013年、原画）
- 翠星のガルガンティア（2013年、原画）
- サーバント×サービス（2013年、総作画監督・総作画監督補佐・作画監督・原画・第二原画）
- 君のいる町（2013年、第二原画）
- 弱虫ペダル（2014年、第3OP原画）
- 蟲師 続章（2014年、原画・第二原画）
- 弱虫ペダル GRANDE ROAD（2015年、原画）
- SHOW BY ROCK!!（2015年、原画）
- コンクリート・レボルティオ～超人幻想～（2015年、原画）
- キラキラ☆プリキュアアラモード（2017年 - 2018年、キャラクターデザイン・OP原画・作画監督・原画、最終話作画監督）
- Dr.STONE（2019年、作画監督）
- わんだふるぷりきゅあ!（2024年、オープニングスタッフ）

### 特別番組
- 蟲師 特別篇『日蝕む翳』（2014年、第二原画）

### OVA
- 今日、恋をはじめます（2010年、原画）

### 映画
- ドラえもん のび太のワンニャン時空伝（2004年、動画）
- TRIGUN Badlands Rumble（2010年、原画）
- 劇場版 BLOOD-C The Last Dark（2012年、原画）
- 蟲師 特別編「鈴の雫」（2015年、原画）
- 劇場版 弱虫ペダル（2015年、原画）
- 映画 プリキュアドリームスターズ!（2017年、オリジナルキャラクターデザイン）
- 映画 キラキラ☆プリキュアアラモード パリッと!想い出のミルフィーユ!（2017年、キャラクターデザイン）
- Petit☆ドリームスターズ!レッツ・ラ・クッキン?ショータイム!（2017年、オリジナルキャラクターデザイン）
- 映画 プリキュアスーパースターズ!（2018年、オリジナルキャラクターデザイン）
- 映画 HUGっと!プリキュア♡ふたりはプリキュア オールスターズメモリーズ（2018年、オリジナルキャラクターデザイン）
- 映画 プリキュアミラクルユニバース（2019年、オリジナルキャラクターデザイン）
- 魔女見習いをさがして（2020年、原画）
- 映画 プリキュアオールスターズF（2023年、プリキュアシリーズキャラクターデザイン）

## 著書
- 井野真理恵 東映アニメーションプリキュアワークス（2019年12月23日発売予定、一迅社）ISBN 978-4-7580-1676-6